# Tor-Helge Bakken
Tor-Helge Bakken (ur. 1970) – norweski skoczek narciarski, srebrny medalista mistrzostw świata juniorów z 1988 roku.
4 lutego 1988 roku w Saalfelden am Steinernen Meer podczas mistrzostw świata juniorów zdobył srebrny medal w konkursie drużynowym, w którym wystartował wraz z Øyvindem Bergiem, Kåre Herremem i Kentem Johanssenem.

## Mistrzostwa świata juniorów
| Miejsce | Dzień    | Rok  | Miejscowość | Konkurs                     | Wynik | Strata | Zwycięzca |
| ------- | -------- | ---- | ----------- | --------------------------- | ----- | ------ | --------- |
| 2.      | 4 lutego | 1988 | Saalfelden  | Skocznia normalna drużynowo | ?     | ?      | Austria   |